# Sevastopolská mešita
Sevastopolská mešita (rusky Севастопольская мечеть, krymskou tatarštinou Акъяр Джами) je chrámová mešita v Leninském rajónu Sevastopolu, hlavní svatyně sevastopolských muslimů. Postavena byla v letech 1909-1914 podle projektu místního architekta Alexandra Michajloviče Vejzena.

## Historie
Na počátku 20. století se Sevastopol překotně rozvíjel. Tehdejší samospráva všemožně podporovala výstavbu kulturních objektů, ať už pravoslavných chrámů, luteránského kostela či židovské modlitebny. Představitelé muslimské obce roku 1901 a 1905 žádali o přidělení pozemku pro výstavbu mešity, který jim byl roku 1907 skutečně přidělen v Chrámové ulici, nedaleko dívčího gymnázia.
Nápis nad portálem svědčí o tom, že se mešita stavěla od roku 1909 do roku 1912 na památku cara Alexandra III. I když ve skutečnosti se kvůli složité ekonomické a politické situaci v zemi (volby do Státní dumy a první balkánská válka) se výstavba pro nedostatek prostředků protáhla ještě o další dva roky. V nedostavěné mešitě nicméně proběhlo několik slavnostních bohoslužeb, například roku 1912 u příležitosti 100 let od porážky Napoleona.
Slavnostní otevření proběhlo 20. dubna 1914. Mešita byla ozdobena prapory, koberci a květinovými girlandami. Otevření se účastnil dočasný generální gubernátor, hlavní velitel sevastopolského přístavu a náčelník sevastopolské posádky viceadmirál N. S. Maňkovskij, starosta města Sergej Ivanovič Burlej, velitel sevastopolské pevnosti generálmajor Korkašvili, policejní ředitel Bočarov, starosta N. F. Ergopulo, turecký konzul Ahmed-Džamil-bej, členové zastupitelstva, představitelé muslimského duchovenstva, muslimští důstojníci sevastopolské posádky a mnoho jiných. Mešita získala zároveň status civilní a zároveň vojenský.
Prvním mulláhem pro civilní obyvatelstvo se stal Jusif Ismailovič Rachimov, vojenským kaplanem pro vojáky Černomořského loďstva potom Muhammad-Zachir Zamaletdinov. Při mešitě byla taktéž zřízena Společnost na pomoc chudým muslimům a muslimská škola, roku 1913 čítající 39 žáků.
Po upevnění sovětské vlády ve městě byla mešita dána muslimské obci do pronájmu, v roce 1938 však byla zrušena. Budova byla přeměněna na sklad a později na kino. Během bojů 2. světové války byl objekt silně poškozen. Roku 1946 byla budova předána Černomořskému loďstvu. Aby nebylo vidět, že se jednalo o mešitu, dvěma tanky napínajícími ocelové lano byl stržen minaret, všechny nápisy v arabštině i ruštině byly odstraněny, ozdobné zuby kolem střechy byly otlučeny. Armáda objekt využívala jako archiv Černomořského loďstva.
Po pádu Sovětského svazu vrátili mešitu zpět do rukou věřících a započalo se s postupnou rekonstrukcí a obnovou. Od roku 1992 zde probíhají pravidelné bohoslužby. V roce 2000 byl vztyčen nový minaret, vysoký 40 m počítáno od země (26 m od střechy).

## Galerie

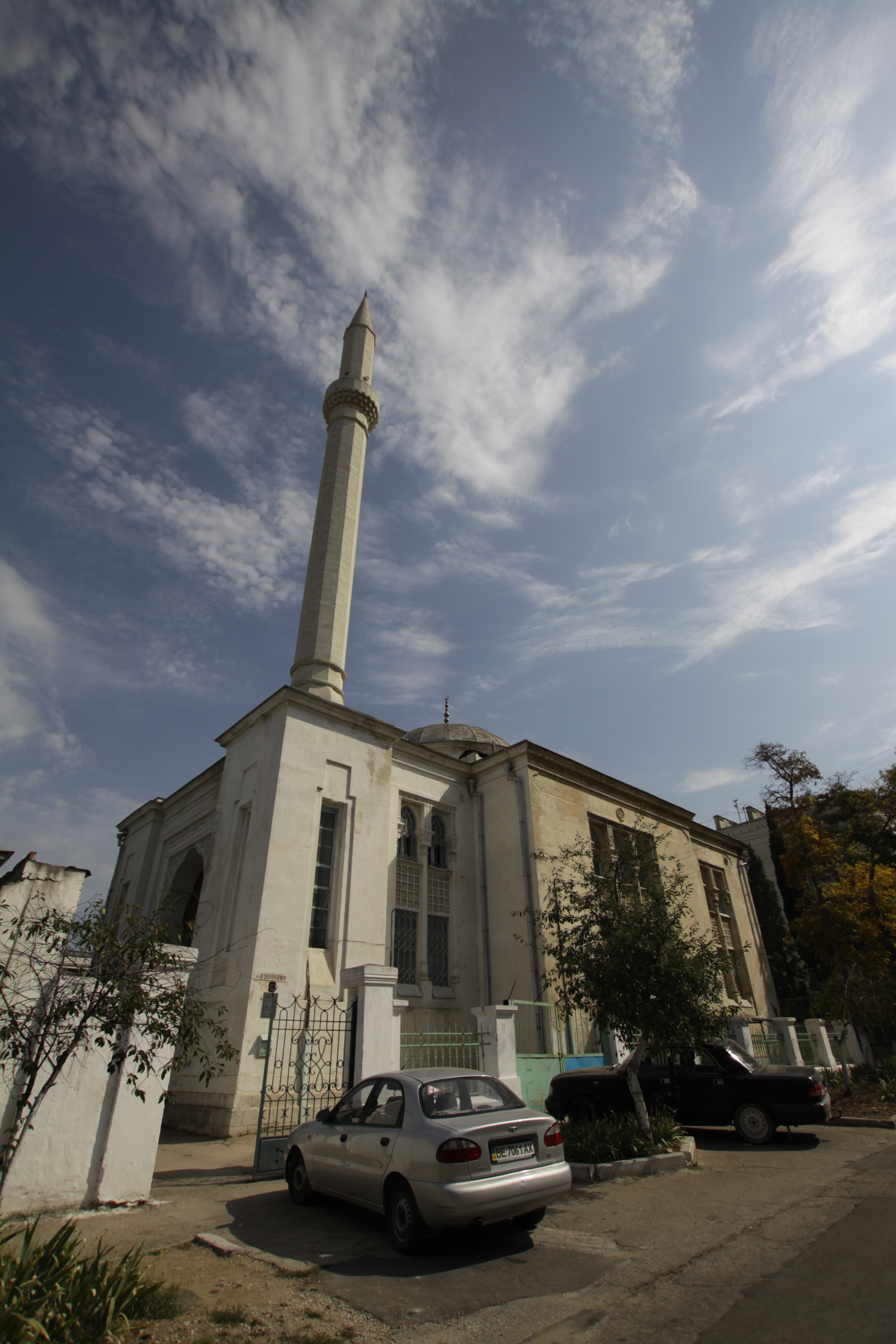
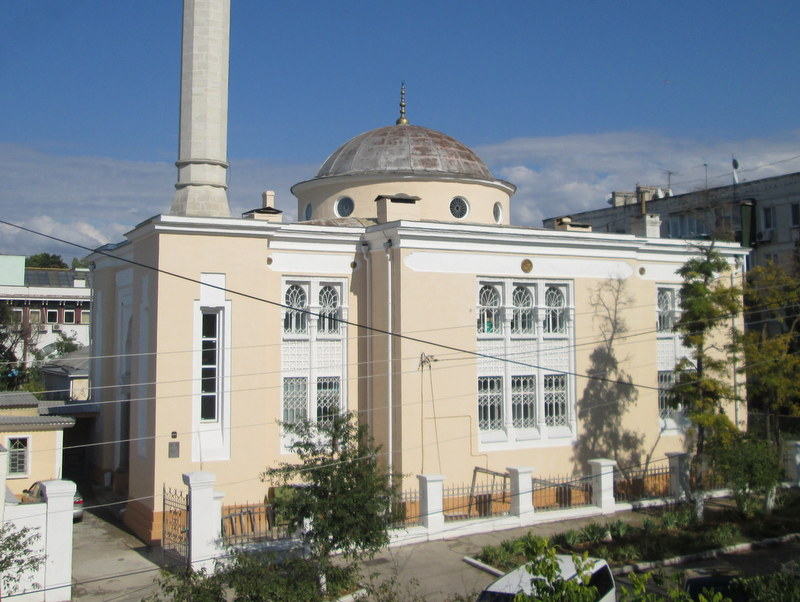
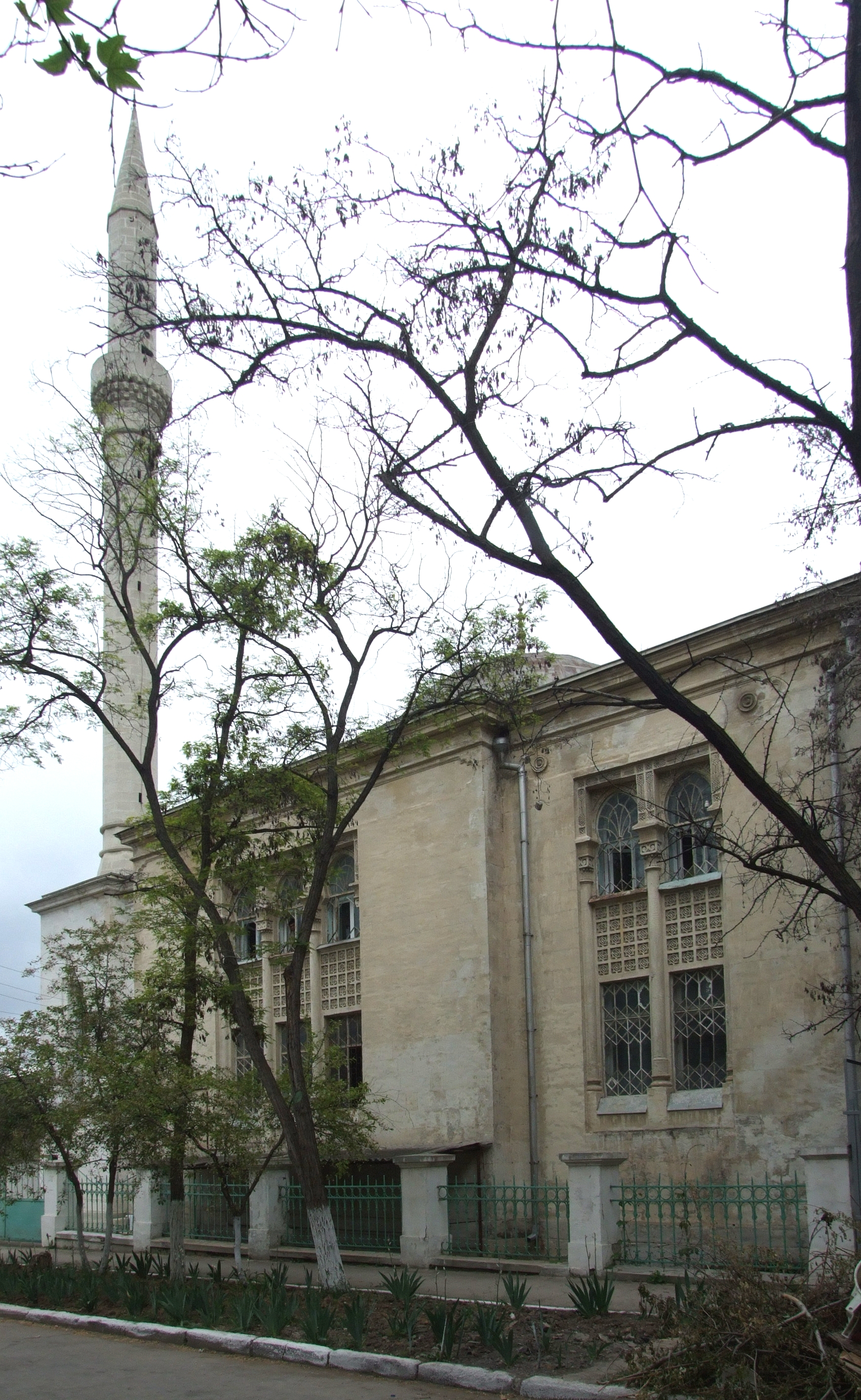
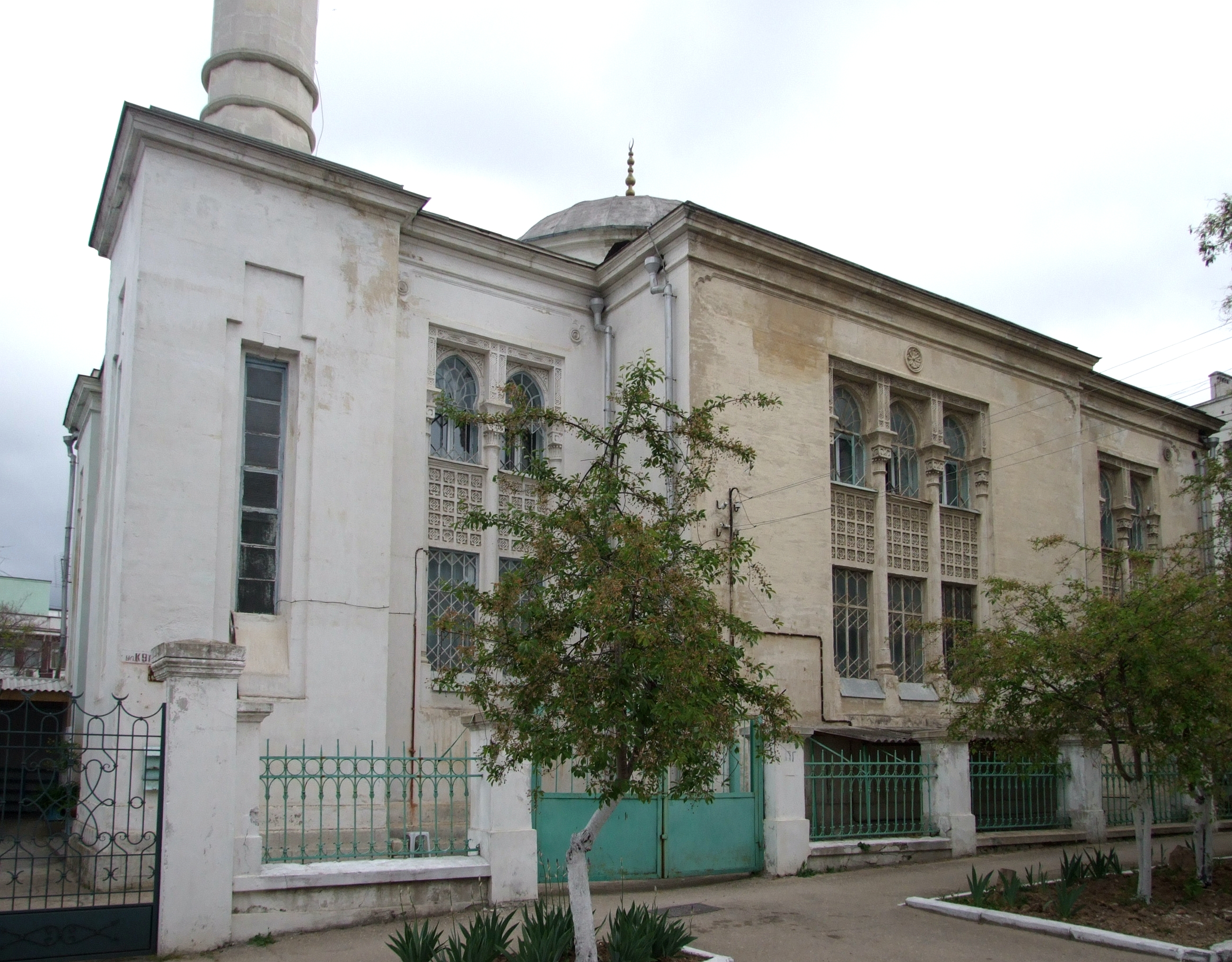
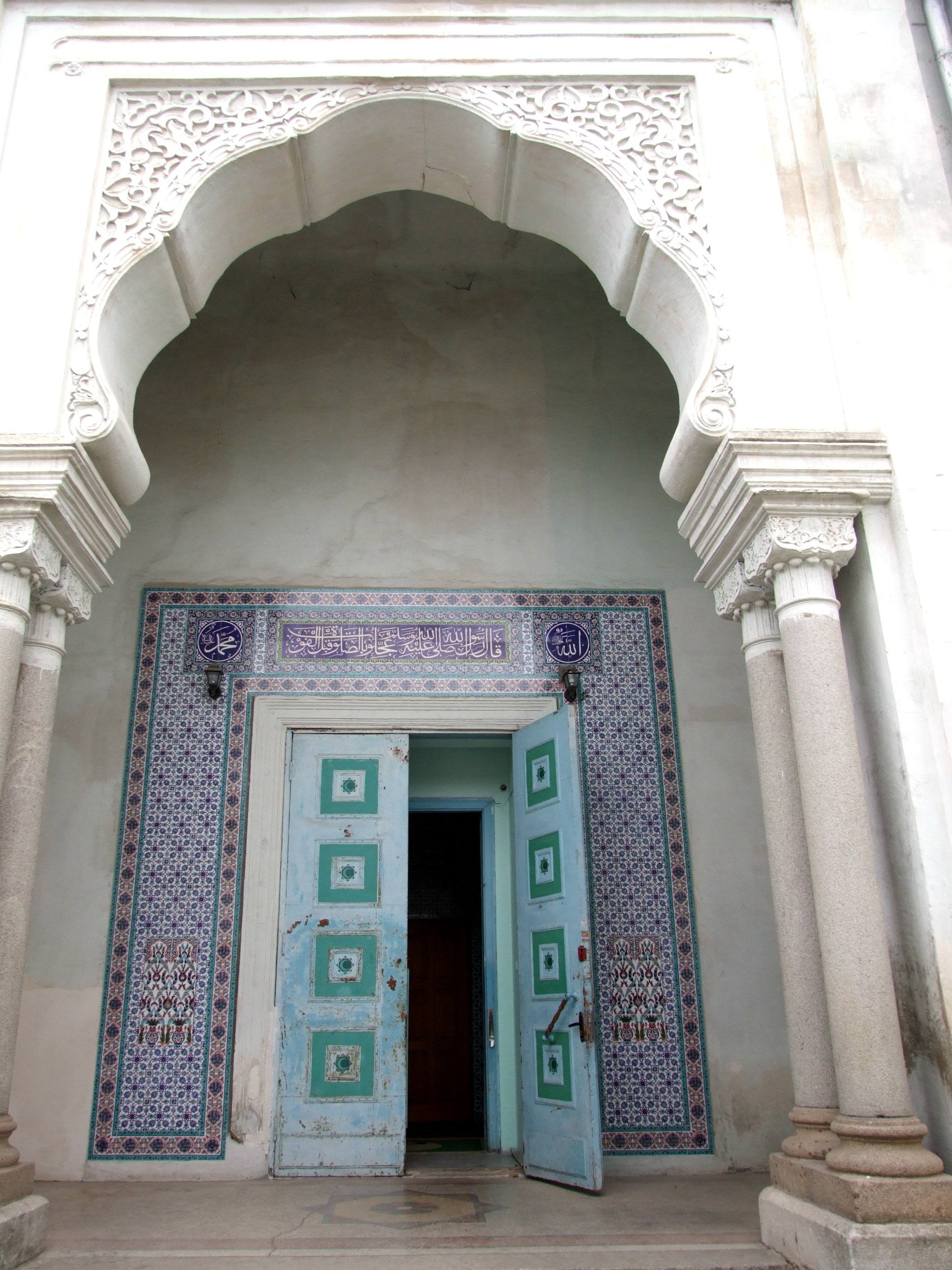